# العنصرية في فلسطين
تشمل العنصرية في فلسطين جميع أشكال ومظاهر العنصرية التي تشهدها الأراضي الفلسطينية في الضفة الغربية وغزة والقدس الشرقية. بغض النظر عن الدين أو اللون أو العقيدة أو الأصل العرقي للجاني والضحية، أو جنسيتهم أو إقامتهم أو وضعهم كزائر. وقد يشير هذا المصطلح إلى مواقف المستوطنين اليهود تجاه الفلسطينيين وكذلك مواقف الفلسطينيين تجاه اليهود والمشروع الاستيطاني الذي يتم تنفيذه باسمهم.
تبادل الفلسطينيون والإسرائيليون اتهامات بالعنصرية والتمييز. يمكن أيضًا استخدام العنصرية في الأراضي الفلسطينية للإشارة إلى التحيز الموجه ضد الفلسطينيين من أصل أفريقي، مثل أفراد الجالية الإفريقية المقدسية، والمواطنون من نسل ضحايا العبودية. وقد زعم البعض أن العنصرية التي يمارسها الفلسطينيون ضد اليهود قد ظهرت في المناهج التعليمية، والسياسة الحكومية الرسمية، ووسائل الإعلام الرسمية، ووسائل التواصل الاجتماعي، والسياسات المؤسسية المتعلقة بقضايا مثل بيع الأراضي والمساكن، وفي البيانات الصادرة عن السلطة الفلسطينية التي تحكم غالبية الضفة الغربية، وحكومة حماس في قطاع غزة.

## الخلفية

### الصراع بين اليهود والعرب في فلسطين تحت الانتداب البريطاني
شهدت فترة الانتداب البريطاني في فلسطين ارتفاعًا في التوترات بين الفلسطينيين والأغلبية العظمى من الصهاينة، الذين كانوا مترددين في الاعتراف بالمقاومة الفلسطينية للهجرة اليهودية باعتبارها تعكس مخاوف مشروعة، على الرغم من أن بعض القادة الصهاينة واليشوف اعتبروا أن المعارضة الفلسطينية تعكس رد فعل حقيقي على «الغزو». لقد نشأت المقاومة لهذه الهجرة الجماعية لليهود، الذين لم يكن عددهم حتى ذلك التاريخ كبيراً مقارنة بالسكان الفلسطينيين الذين كانوا يشكلون أغلبية ساحقة، نتيجة لمشاعر الصدمة إزاء الاقتراح الذي قدمته السلطات البريطانية الجديدة بمنح امتيازات لأقلية ضئيلة من الأجانب. وقد أدت التوترات بين القومية الفلسطينية الناشئة والطموحات الصهيونية لإقامة دولة يهودية في عدة مناسبات إلى أعمال شغب وعنف ضد المهاجرين اليهود. تُجادل غودرون كرامر بأن المواقف والأفعال العربية كانت «سياسية بطبيعتها، تهدف إلى الدفاع عن المصالح الاجتماعية والاقتصادية والثقافية والسياسية العربية. لم تكن ذات طابع عنصري، ولم تعكس مفاهيم عرقية متجذرة في الإسلام». وأن فكرة مساواة معاداة الصهيونية بمعاداة اليهودية، وبالتالي معاداة السامية، «هي في حد ذاتها ذات دوافع سياسية، ويجب فهمها على هذا النحو». وقد استُشهد أحيانًا بالتزوير المعادي للسامية لبروتوكولات حكماء صهيون في مصادر فلسطينية بعد صدور ترجمتها العربية في القاهرة عام 1925. بعد ذهابه إلى المنفى في عام 1937، طلب مفتي القدس الحاج أمين الحسيني الدعم من ألمانيا النازية، وخلال الحرب العالمية الثانية أعرب عن معارضته للصهيونية بلغة معادية للسامية. ويختلف العلماء أيضًا حول التأثير الأوسع لعناصر معاداة السامية، حيث يزعم جيفري هيرف أنها كانت مؤثرة بما يكفي لتوفير بذور للحركات الإسلامية اللاحقة، ويزعم كرامر ورينيه ويلدانجيل أن معظم الفلسطينيين والقوميين العرب نأوا بأنفسهم عن الإيديولوجية النازية. ويشير ريتشارد ليفي إلى أن «الأعمال الأصلية للأدب العربي المعادي للسامية لم تظهر إلا في النصف الثاني من القرن العشرين، بعد تأسيس دولة إسرائيل وهزيمة الجيوش العربية في أعوام 1948 و1956 و1967».
عشرينيات وأربعينيات القرن العشرين

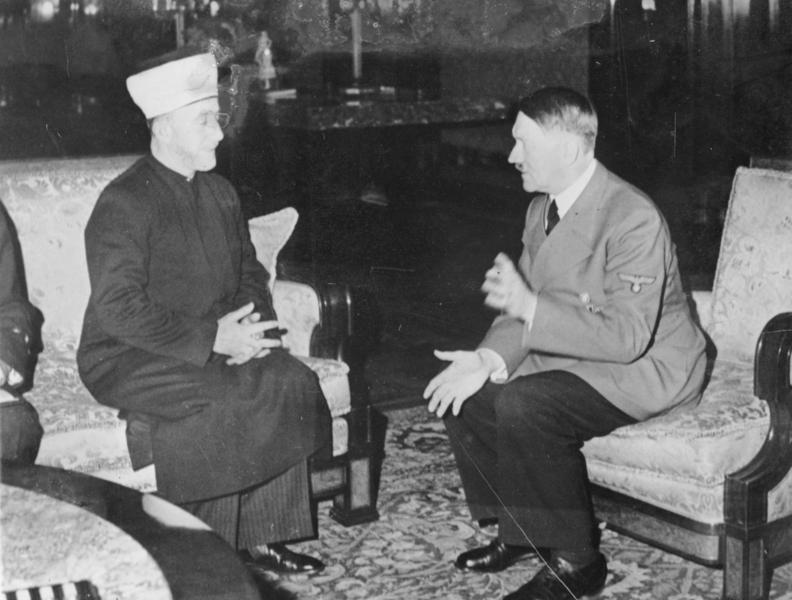
لقاء الحاج أمين الحسيني بأدولف هتلر في ديسمبر 1941

وبعد أن تولى البريطانيون السلطة في المنطقة، تم تعيين الحاج أمين الحسيني مفتيا للقدس من قبل المندوب السامي هربرت صموئيل. كان الزعيم الرئيسي للحركة الوطنية العربية في فلسطين وشخصية شعبية في العالم العربي خلال معظم سنوات الحكم البريطاني. وبعد عقدين من الزمن، وبعد اندلاع الحرب العالمية الثانية، التقى بهتلر ومسؤولين نازيين آخرين في مناسبات مختلفة وحاول تنسيق السياسات النازية والعربية لحل «المشكلة اليهودية» في فلسطين.
وقد كتب تسفي إلبيلج. أثناء رد اعتبار الحاج أمين من تهم أخرى، أنه لا شك أن كراهية المفتي لم تقتصر على الصهيونية، بل امتدت إلى اليهود بحد ذاتهم. وبحسب إلبيلج، كان أمين يعرف المصير الذي ينتظر اليهود، ولم يكن مسرورًا فقط لأن اليهود مُنعوا من الهجرة إلى فلسطين، بل كان سعيدًا جدًا بالحل النهائي الذي اقترحه النازيون. ويزعم بيني موريس أيضًا أن المفتي كان معاديًا للسامية بشدة، لأنه «فسر الهولوكوست على أنه نتيجة لتخريب اليهود للمجهود الحربي الألماني في الحرب العالمية الأولى وشخصيتهم: (...) أنانيتهم، المتجذرة في اعتقادهم بأنهم شعب الله المختار». وعلى النقيض من ذلك، تؤكد إيديث زرتال أن «الحسيني ظهر في أبعاد أكثر صحة كزعيم فلسطيني وطني متعصب دينيًا».
في ثلاثينيات القرن العشرين، بدأ الشباب العرب الأثرياء الذين تلقوا تعليمهم في ألمانيا وشهدوا صعود الجماعات شبه العسكرية الفاشية. في العودة إلى ديارهم بفكرة إنشاء «حزب نازي عربي». في عام 1935، أسس جمال الحسيني الحزب العربي الفلسطيني. واستخدم الحزب لإنشاء فيلق الفتوة الشبابي. نصف كشفي ونصف عسكري؛ والذي عُرف لفترة وجيزة باسم «كشافة النازية». جنّدت المنظمة أطفالًا وشبابًا، وأقسموا اليمين التالي: «الحياة حقي، والاستقلال طموحي، والعروبة وطني، ولا مكان فيها إلا للعرب. على هذا أؤمن والله على ما أقول شهيد.» أعرب البريطانيون عن قلقهم إزاء الوضع في فلسطين، وذكروا في تقرير أن «تنامي حركات الشباب والكشافة يجب اعتباره من أكثر العوامل ترجيحًا لزعزعة السلام.»

## معاداة السامية في الأراضي الفلسطينية

### إنكار محرقة اليهود (الهولوكوست)
وفقًا لتقرير الكونجرس الأمريكي «معاداة السامية العالمية المعاصرة»:
في يوليو/تموز 1990، نشرت جمعية الهلال الأحمر الفلسطيني، التابعة لمنظمة التحرير الفلسطينية، مقالاً في مجلتها بلسم زعمت فيه أن اليهود اختلقوا «كذبة غرف الغاز». وتدريجياً، طوال تسعينيات القرن العشرين، أصبح إنكار الهولوكوست أمراً شائعاً في وسائل الإعلام الشعبية في الشرق الأوسط، وخاصةً في السلطة الفلسطينية.
في أغسطس/آب 2003، كتب أحد كبار المسؤولين في حماس. الدكتور عبد العزيز الرنتيسي، في صحيفة حماس الرسالة:
ولم يعد سراً أن الصهاينة كانوا وراء قتل النازيين للعديد من اليهود، ووافقوا على ذلك، بهدف ترهيبهم وإجبارهم على الهجرة إلى فلسطين.
 في أغسطس/آب 2009، رفضت حماس السماح للأطفال الفلسطينيين بتعلم المزيد عن الهولوكوست، وهو ما وصفته بأنه «كذبة اخترعها الصهاينة»، ووصفت تعليم الهولوكوست بأنه «جريمة حرب».

### داخل القيادة الفلسطينية

#### حماس
حماس (حركة المقاومة الإسلامية) هي المنظمة الاجتماعية السياسية الإسلامية الفلسطينية التي فازت بأغلبية حاسمة في البرلمان الفلسطيني في عام 2006 وتحكم قطاع غزة حاليًا.
وبحسب الأكاديمية إستر ويبمان. فإن معاداة السامية ليست المبدأ الأساسي لأيديولوجية حماس، على الرغم من أن الخطاب المعادي للسامية متكرر ومكثف في منشورات حماس. المنشورات عموما لا تفرق بين اليهود والصهاينة. وفي منشورات حماس الأخرى وفي المقابلات مع قادتها، جرت محاولات لتمييز هذا الأمر.
تنص ميثاق حماس لعام 2017 على أن «حماس تؤكد أن صراعها هو مع المشروع الصهيوني وليس مع اليهود بسبب دينهم». لكن ميثاقهم التأسيسي لعام 1988 زعم أن الثورة الفرنسية والثورة الروسية والاستعمار والحربين العالميتين تم إنشاؤها كمؤامرة صهيونية يهودية وأن الماسونيين ونوادي الروتاري هي واجهات صهيونية ويشير إلى بروتوكولات حكماء صهيون المزورة. وهو نص معادٍ للسامية يزعم وصف خطة لتحقيق الهيمنة العالمية للشعب اليهودي.
قال النائب عن حركة حماس وإمام المسجد الأقصى الشيخ يونس الأسطل إن «العذاب بالنار هو مصير اليهود في الدنيا والآخرة». واختتم بقوله «لذلك نحن على يقين من أن المحرقة سوف تقع على اليهود». وقال رجل دين آخر من حماس، يوسف الزهار، إن «اليهود شعب لا يمكن الوثوق به. لقد خانوا كل الاتفاقيات. عودوا إلى التاريخ. مصيرهم هو الفناء».

### في وسائل الإعلام والتعليم
وفي تقريرها لعام 2009 بشأن حقوق الإنسان في الأراضي الفلسطينية، أكدت وزارة الخارجية الأميركية أن:
تضمنت خطابات الجماعات الإرهابية الفلسطينية تعبيرات معادية للسامية، وكذلك خطب العديد من القادة الدينيين المسلمين. رفض معظم القادة الدينيين الفلسطينيين حق إسرائيل في الوجود. وعرضت قناة الأقصى التلفزيونية التابعة لحماس برامج للأطفال في سن ما قبل المدرسة تُشيد بكراهية اليهود والتفجيرات الانتحارية.
وبحسب التقرير، خلص أكاديميون دوليون إلى أن «الكتب المدرسية لا تحرض على العنف ضد اليهود».
وفي تقريرها لعام 2004 بشأن معاداة السامية العالمية، ذكرت وزارة الخارجية الأميركية أن:
شكّل خطاب بعض القادة الدينيين المسلمين أحيانًا تحريضًا على العنف أو الكراهية. على سبيل المثال، بثّت محطة التلفزيون التابعة للسلطة الفلسطينية تصريحاتٍ لقادة سياسيين وروحيين فلسطينيين تُشبه التعبيرات التقليدية لمعاداة السامية.

#### استخدام بروتوكولات حكماء صهيون
ظهر مفتي القدس الشيخ عكرمة سعيد صبري على قناة المجد الفضائية السعودية في 20 فبراير 2005 معلقاً على اغتيال رئيس الوزراء اللبناني الأسبق رفيق الحريري. «إن أي شخص يدرس بروتوكولات حكماء صهيون. وخاصة التلمود.» كما قال، «سيكتشف أن أحد أهداف هذه البروتوكولات هو إحداث البلبلة في العالم وتقويض الأمن في جميع أنحاء العالم.»

### السياسات الرسمية للسلطة الفلسطينية
لدى السلطة الفلسطينية حظر يستند إلى قانون أردني صدر عام 1973 ضد بيع الأراضي للإسرائيليين. وقد نص القانون على معاقبة مثل هذه المبيعات، التي في حالة المستوطنين الإسرائيليين تقتصر على اليهود، بالإعدام. وأعلنت السلطة الفلسطينية أنها ستنفذ هذا القانون في عام 1997، وصاغت قانوناً بديلاً له يسمى قانون الملكية للأجانب. وتصف السلطة الفلسطينية هذا القانون بأنه رد على الاحتلال والاستيطان غير الشرعي.
اعتبارًا من سبتمبر/أيلول 2010، لم تقم السلطة الفلسطينية بإعدام أي شخص رسميًا بموجب هذا القانون، ولكن العديد من تجار الأراضي المشتبه في بيعهم الأراضي لليهود الإسرائيليين قُتلوا خارج نطاق القضاء. في العقود الأخيرة. في أبريل/نيسان 2009، حكمت محكمة عسكرية تابعة للسلطة الفلسطينية على عربي من الخليل بالإعدام شنقاً بتهمة «جريمة» بيع أرض لليهود في الضفة الغربية. وفي إحدى هذه الحالات، عندما قامت السلطة الفلسطينية باعتقال عرب قاموا بالبيع لليهود، احتج مجتمع المستوطنين اليهود في الخليل بشدة، معلنين: «نحن ندعو الحكومة إلى قبول الكراهية العنصرية السائدة في السلطة الفلسطينية».
وتزعم السلطة الفلسطينية ومعارضو مثل هذه المشتريات للأراضي أن حظر مثل هذه المشتريات ضروري لمنع التوسع غير القانوني للمستوطنات الإسرائيلية، وتجنب المفاوضات المتحيزة بشأن وضع فلسطين والمزيد من التخفيضات في حرية الفلسطينيين في التنقل. وصف مشروع قانون السلطة الفلسطينية بيع الأراضي إلى «المحتلين» بأنه «خيانة وطنية». هناك إجماع دولي واسع النطاق، أكدته سلسلة من قرارات مجلس الأمن التابع للأمم المتحدة. على أن المستوطنات الإسرائيلية. ونقل المواطنين الإسرائيليين إلى الضفة الغربية وغزة، يشكلان انتهاكًا للقانون الدولي. وخاصة اتفاقية جنيف الرابعة. وتنص المادة 49(6) من تلك الاتفاقية على أنه «لا يجوز للقوة المحتلة أن ترحل أو تنقل أجزاء من سكانها المدنيين إلى الأراضي التي تحتلها».

### مدى انتشار المواقف المعادية للسامية المزعومة في الأراضي الفلسطينية
وفقًا لاستطلاع رأي أجرته رابطة مكافحة التشهير. فإن 97% من الفلسطينيين في الضفة الغربية وغزة لديهم آراء معادية للسامية، وهو ما يعتبر أعلى نسبة في العالم. لقد تعرضت أساليب المسح التي تتبعها رابطة مكافحة التشهير لانتقادات من قبل البعض[من؟] الذين يزعمون أنهم فشلوا في التمييز بين «المقالب التي تستهدف المراهقين بهدف الصدمة».

## العنصرية ضد السود في فلسطين
تضم دولة فلسطين جالية من الفلسطينيين من أصل أفريقي. وكثير منهم من نسل ضحايا العبودية التاريخية في فلسطين. والتي انتهت في القرن العشرين.

### العنصرية ضد الأمريكيين من أصل أفريقي في وسائل الإعلام الفلسطينية
كانت وزيرة الخارجية الأمريكية السابقة كونداليزا رايس موضوعًا لبعض الهجمات الشخصية العنصرية الشرسة، إلى جانب الانتقادات الصاخبة لسياساتها. ومن بين هذه الرسوم الكاريكاتورية العنصرية المناهضة للسود التي نشرتها صحيفة القدس التي تسيطر عليها السلطة الفلسطينية. ذكرت صحيفة نيويورك تايمز في عام 2006: 
وقد أثار تعليقها بأن الحرب بين إسرائيل ولبنان تمثل «آلام ميلاد الشرق الأوسط الجديد»—والذي جاء في وقت كانت فيه محطات التلفزيون تعرض صور الأطفال اللبنانيين القتلى—موجة من السخرية وحتى الرسوم الكاريكاتورية العنصرية. صحيفة فلسطينية تدعى القدس. والتي صورت السيدة رايس وهي حامل بقرد مسلح، وكتب تحت الصورة، «رايس تتحدث عن ميلاد الشرق الأوسط الجديد.»
 استخدمت وسائل الإعلام الفلسطينية مصطلحات عنصرية مثل «العانس السوداء» و«السيدة ذات البشرة الداكنة الملونة».

## تواجد المستوطنين والجيش الإسرائيلي
أشارت مراجعة لتقرير إسرائيل الوطني، أجرتها لجنة القضاء على التمييز العنصري، إلى أن «وضع المستوطنات يتعارض بشكل واضح مع المادة 3 من الاتفاقية، التي حظرت، كما ورد في التوصية العامة التاسعة عشرة للجنة، جميع أشكال الفصل العنصري في جميع البلدان. وهناك إجماع بين خبراء القانون على أن حظر التمييز العنصري، بغض النظر عن الأراضي، قاعدة إلزامية في القانون الدولي». وفي الخليل، ردّ الجيش الإسرائيلي على العنف بين المستوطنين الإسرائيليين والفلسطينيين بتقييد حرية تنقلهم في المدينة المركزية. وتزعم منظمة حقوق الإنسان الإسرائيلية «بتسيلم» أن هذه السياسة تنتهك اتفاقية القضاء على التمييز العنصري، وأن:
| العنصرية في فلسطين | إن ما يكمن وراء منع حركة الفلسطينيين في مركز المدينة هو استسلام الجيش للمطالب العنصرية لمستوطني الخليل بتمكينهم من ممارسة حياتهم في بيئة «خالية من العرب»، ومحاولة تهويد المنطقة من خلال الفصل على أساس عرقي. | العنصرية في فلسطين |